# بارت رامسيلار
بارت رامسيلار (بالهولندية: Bart Ramselaar)‏ (29 يونيو 1996 بآمرسفورت في هولندا - ) هو لاعب كرة قدم هولندي في مركز الوسط. شارك مع منتخب هولندا تحت 21 سنة لكرة القدم ومنتخب هولندا لكرة القدم. أما مع النوادي، فقد لعب مع نادي أوترخت.

## مسيرته الكروية
لعب بارت رامسيلار خلال مسيرته الاحترافية مع 3 أندية في ثمانية مواسم وسجل خلالها 21 هدفًا ضمن 128 مباراة. ولم يفز بأي موسم بالكأس وفاز موسمًا واحدًا بالدوري.
خاض بارت رامسيلار مسيرته مع نادي أوترخت في موسم 2014–15 في المرة الأولى واستمر معه طيلة ثلاثة مواسم ثم في موسم 2019–20 لمدة موسم واحد، مشاركًا طوالها في 57 مباراة سجل خلالها 11 هدفًا. ثم انتقل إلى نادي آيندهوفن في موسم 2016–17 واستمر معه طيلة ثلاثة مواسم، حيث شارك في 62 مباراة سجل خلالها 6 أهداف.

## روابط خارجية
- بارت رامسيلار على موقع الاتحاد الأوربي (الإنجليزية)
- بارت رامسيلار على موقع قاعدة بيانات كرة القدم.إي يو (الإنجليزية)
- بارت رامسيلار على موقع ناشيونال فوتبول تيمز (الإنجليزية)
- بارت رامسيلار على موقع Soccerway.com (الإنجليزية)
- بارت رامسيلار على موقع عالم كرة القدم.نت (الإنجليزية)
- بارت رامسيلار على موقع AS.com (الإسبانية)